# Boczki (powiat poddębicki)
Boczki – wieś w Polsce położona w województwie łódzkim, w powiecie poddębickim, w gminie Poddębice.
W latach 1975–1998 miejscowość położona była w województwie sieradzkim.